# Juan Diego Escobar
Juan Diego Escobar Alzate (Manizales, 15 de agosto de 1987) es un director de cine y guionista colombiano  enfocado en el cine de género y fantástico y reconocido principalmente por haber dirigido el largometraje Luz de 2019.

## Carrera
Escobar Alzate nació en la ciudad de Manizales y se licenció en Comunicación Audiovisual en la Pontificia Universidad Javeriana, en la que presentó como tesis de grado un cortometraje titulado Live Life Dearest, el cual participó en festivales a nivel nacional y en países como Chile, Rusia, Francia y Hungría. En el año 2015 se mudó a los Estados Unidos para cursar una Maestría en Dirección de Cine y Televisión en la Academy of Arts University de San Francisco, California donde nuevamente presentó un exitoso cortometraje titulado Los colores de la esperanza y el olvido. Ha dirigido videos musicales para artistas de talla internacional como Matt Simons y Manuel Medrano, además de haber dirigido varios anuncios publicitarios en su país.
En 2018 inició el rodaje de su ópera prima, el largometraje Luz o como es conocida internacionalmente Luz: The Flower of Evil, con el que logró participar en eventos a nivel internacional como el Festival de Cine Fantástico de SITGES en la sección oficial en competencia (la segunda película colombiana en lograrlo después de El Páramo de Jaime Osorio Márquez), el Buenos Aires Rojo Sangre y el Mórbido Film Festival, Fant Bilbao, Night Visions, Glasgow Film Festival, Fractured Visions, entre otros además de haber sido nominada en los premios Macondo por Mejor Actriz de Reparto por Sharon Guzmán, preseleccionada para representar a Colombia en los premios Oscar y los premios Goya. La película cosechó 68 selecciones oficiales en festivales, 32 nominaciones en diversas categorías y 24 premios internacionales.
Ha sido jurado en los festivales de cine: Terror Molins, Curtas, Macabro Film Festival, Espanto Film Fest, Terror Cordoba, Panama Horror Film Festival, Bogota Horror Film Festival y actualmente dicta charlas a nivel internacional en relación con el cine de género. 
Durante el 2020-2024 fue jefe de adquisiciones de la plataforma Freaks On, plataforma enfocada en cine de género disponible para Francia, Bélgica, Oriente Medio e India.  

## Filmografía destacada
| Año               | Título                                    | Formato      |
| ----------------- | ----------------------------------------- | ------------ |
| 2010              | Live Life Dearest                         | Cortometraje |
| 2016              | Los colores de la esperanza y el olvido   | Cortometraje |
| 2019              | Luz                                       | Largometraje |
| 2020              | The Scum - Dead Eyes                      | Videoclip    |
| 2021              | Manuel Medrano - Hay una luz dentro de ti | Videoclip    |
| El arcoíris negro | Largometraje                              | TBA          |